# Ivano Edalini
Ivano Edalini (né le 20 août 1961 à Zoug, en Suisse) est un ancien skieur alpin italien. 

## Palmarès

### Coupe du monde
- Meilleur résultat au classement général : 31e en 1986
  - 1 victoire : 1 slalom parallèle

### Saison par saison
- Coupe du monde 1982 :
  - Classement général : 52e
- Coupe du monde 1983 :
  - Classement général : 38e
- Coupe du monde 1984 :
  - Classement général : 92e
- Coupe du monde 1985 :
  - Classement général : 33e
- Coupe du monde 1986 :
  - Classement général : 31e
- Coupe du monde 1987 :
  - Classement général : 47e
    - 1 victoire en slalom : Madonna di Campiglio
- Coupe du monde 1988 :
  - Classement général : 109e

### Arlberg-Kandahar
- Meilleur résultat : 5e place dans le slalom 1983 à Sankt Anton